# Fyto Manga
Fyto Manga, seudónimo artístico de Marcos Rodrigo Borcoski Flores (Providencia, 3 de abril de 1972), es un  comunicador audiovisual, historietista, editor , ilustrador y docente chileno.
En los años 1997 y 1998 trabajó realizando ayudantías en al área de producción creativa en el reconocido programa chileno  Extra Jóvenes. Entre 1999 y 2000 consiguió notoriedad pública debido a su participación como panelista  en Bakania, programa juvenil de la cadena Chilevisión.
Fyto Manga además trabajó como dibujante colaborador en Televisa para la famosa revista Condorito.
Fyto Manga señala tener una influencia en sus trabajos artísticos de la ilustración chilena clásica, el bandes dessinées y del manga . 
En 2004  Fyto Manga viajó a Japón , invitado por el gobierno de dicho país para conocer de cerca la realidad de la industria de la animación y el manga, visitando destacadas editoriales como Shueisha y Tezuka Productions.
Actualmente es editor general de COSMIC Proyect. Además, se desempeña como profesor en la Universidad de Ciencias , Artes y Comunicaciones, UNIACC y en el Centro de Estudios Integrales de Japón,  CEIJA. Desde 2024 Fyto Manga se encuentra en un importante proceso de ilustración del libro Alicia en el país de las maravillas, en adaptación a cómic, de la Editorial Verbum de España. 

## Trabajos

### Dibujante
- Roc (2000)
- Bilis Negra (2006)
- Saga Tulcass: los egatos (2013)

### Editor
- Banzai Manga (1996)
- Caleuche Comic (Números 25, 26 y 27 y Recopilatorios)
- COSMIC Project